# الغواصة الألمانية يو-843
غواصة يو-843 غواصة يو بوت ألمانية من الفئة التاسعة سي/40 بنيت لسلاح بحرية ألمانيا النازية كريغسمارينه، في أحواض بناء السفن والآلات الألمانية وإيه جي فيزر في بريمن خلال الحرب العالمية الثانية. يو-843 أبحرت في 18 فبراير 1944 وغرقت سفينة الشحن نبراسكا البريطانية بحمولة 8300 طن قبل الوصول إلى جاكرتا في 11 يونيو حزيران.